# Röckwitz
Röckwitz ist eine Gemeinde im Landkreis Mecklenburgische Seenplatte. Die Gemeinde liegt nördlich von Neubrandenburg und ist Teil des Amtes Treptower Tollensewinkel mit Sitz in Altentreptow.

## Geografie und Verkehr
Röckwitz liegt ca. 15 km östlich von Stavenhagen und ca. 13 km westlich von Altentreptow. Die Grenze zwischen Mecklenburg und Vorpommern verläuft etwa einen Kilometer östlich der Gemeinde, sie liegt damit auf mecklenburgischem Gebiet.
Die ehemalige Bundesstraße 96 (B 96), jetzt L 35, verläuft östlich der Gemeinde. Die Gemeinde ist von der Bundesautobahn 20 (A 20) über den Anschluss Altentreptow zu erreichen.

## Ortsteile
Zur Gemeinde Röckwitz gehören die Ortsteile:
- Röckwitz
- Gützkow
- Adamshof

Bis zum 1. Januar 2004 war die Gemeinde Teil des Amtes Kastorfer See.

## Geschichte
Bis Mitte des 20. Jahrhunderts gehörten Röckwitz und Gützkow zu Vorpommern.
Röckwitz:
Röckwitz wurde im Jahr 1286 erstmals urkundlich in einer Schenkungsurkunde an das Kloster Reinfeld bei Lübeck erwähnt. Der Ort wurde mit Radekennice, Rekeritz und Radekevitz bezeichnet. Der Name könnte mit Freudenberg übersetzt werden, möglich wäre auch eine Benennung nach dem slawischen Gott Radegast. Im 16. Jahrhundert wurde das Dorf Maltzahnscher Besitz. Im Dreißigjährigen Krieg wurde der Ort bis auf die Kirche zerstört und später als öde und wüst bezeichnet. Im Jahr 1654 erwarb Lorenz von Blücher den Ort, im Jahr 1808 Alexander von Moltke und im Jahr 1862 wurde das Dorf wieder Maltzahnscher Besitz. In den Jahren 1931 und 1932 wurde das Gut aufgesiedelt (aufgeteilt), und in Röckwitz und Adamshof entstanden dadurch 48 Siedlerstellen.
Gützkow:
Das Gut befand sich seit 1428 im Besitz der Familie von Maltzahn. Im Jahre 1579 wurde es an den Herzog von Mecklenburg verpfändet. Im Jahre 1617 übernahm die Familie Preen das Gut als Pfandbesitz. Im Jahre 1692 wurde es an Lorenz von Blücher verkauft. Das Gutshaus wurde bis 1777 im Barockstil durch Adam von Blücher (1696–1781) errichtet. Es ähnelt dem Gutshaus Tützpatz, hatte wahrscheinlich den gleichen Architekten. Über dem Portal ist das Wappen der Familie von Blücher zu sehen. Im Jahre 1808 wurde das Gut an Graf Moltke auf Wolde verkauft. Im Jahre 1819 erwarb Wilhelmine von Blücher das Gut und 1862 gelangte es durch Erbschaft wieder an die Familie von Maltzahn, die es 1937 an den Rittmeister von Sydow verkauften. Nach dem Zweiten Weltkrieg wurde das Herrenhaus von der LPG genutzt und befand sich nach der Wende im fortschreitenden Verfall. Im Jahre 1998/99 erwarb Helmuth Freiherr von Maltzahn, der auch Schloss Ulrichshusen wieder aufgebaut hat, die marode Anlage und begann mit dem Wiederaufbau. Schrittweise wurden Schloss, die beiden Kavaliershäuser, Gutsmauer mit Eingangsportal und Park restauriert. Geplant ist eine Wohnnutzung. Daneben dient die Gutsanlage als Spielort der Festspiele Mecklenburg-Vorpommern. Der Park entstand in der ersten Hälfte des 18. Jahrhunderts, er ist nur noch in Resten erhalten. Am 1. Januar 1951 wurde Gützkow eingemeindet.

## Politik

### Gemeindevertretung
Die Gemeindevertretung besteht aus sechs gewählten ehrenamtlichen Bürgerinnen und Bürgern und dem getrennt gewählten Bürgermeister/der Bürgermeisterin. Seit der Kommunalwahl am 9. Juni 2024 werden vier der sechs Sitze von Frauen eingenommen.

### Wappen, Flagge, Dienstsiegel
Die Gemeinde verfügt über kein amtlich genehmigtes Hoheitszeichen, weder Wappen noch Flagge. Als Dienstsiegel wird das kleine Landessiegel mit dem Wappenbild des Landesteils Mecklenburg geführt. Es zeigt einen hersehenden Stierkopf mit abgerissenem Halsfell und Krone und der Umschrift „GEMEINDE RÖCKWITZ • LANDKREIS MECKLENBURGISCHE SEENPLATTE“.

### Gemeindepartnerschaft
Die Gemeinde pflegt eine Partnerschaft mit Melle-Wellingholzhausen in Niedersachsen.

## Sehenswürdigkeiten
- Dorfkirche Röckwitz, verputzte Backsteinkirche mit Feldsteinsockel von 1300 und mit verputztem Fachwerkturmaufsatz aus dem 18. Jahrhundert. Zu den Kunstschätzen der Kirche zählen der Schrein eines Schnitzaltars sowie zwei Figuren aus dem späten 15. Jahrhundert.
- Heimatmuseum Röckwitz in der ehemaligen Schule
- Das Schloss Gützkow ist ein eingeschossiger, fünfzehnachsiger Putzbau mit ausgebautem Mansarddach. Zur Hof- und Gartenseite weist das Herrenhaus dreiachsige Mittelrisaliten mit Wappenkartuschen in Lünettengiebeln auf. Das schlossartige Gebäude ist von einer Gutsanlage mit Park umgeben.
- Römisch-katholische Kirche Johannes Evangelist aus dem Jahr 1971 – Röckwitz hat gemäß Zensus 2011 eine absolute römisch-katholische Bevölkerungsmehrheit.[4]

Sehenswürdigkeiten
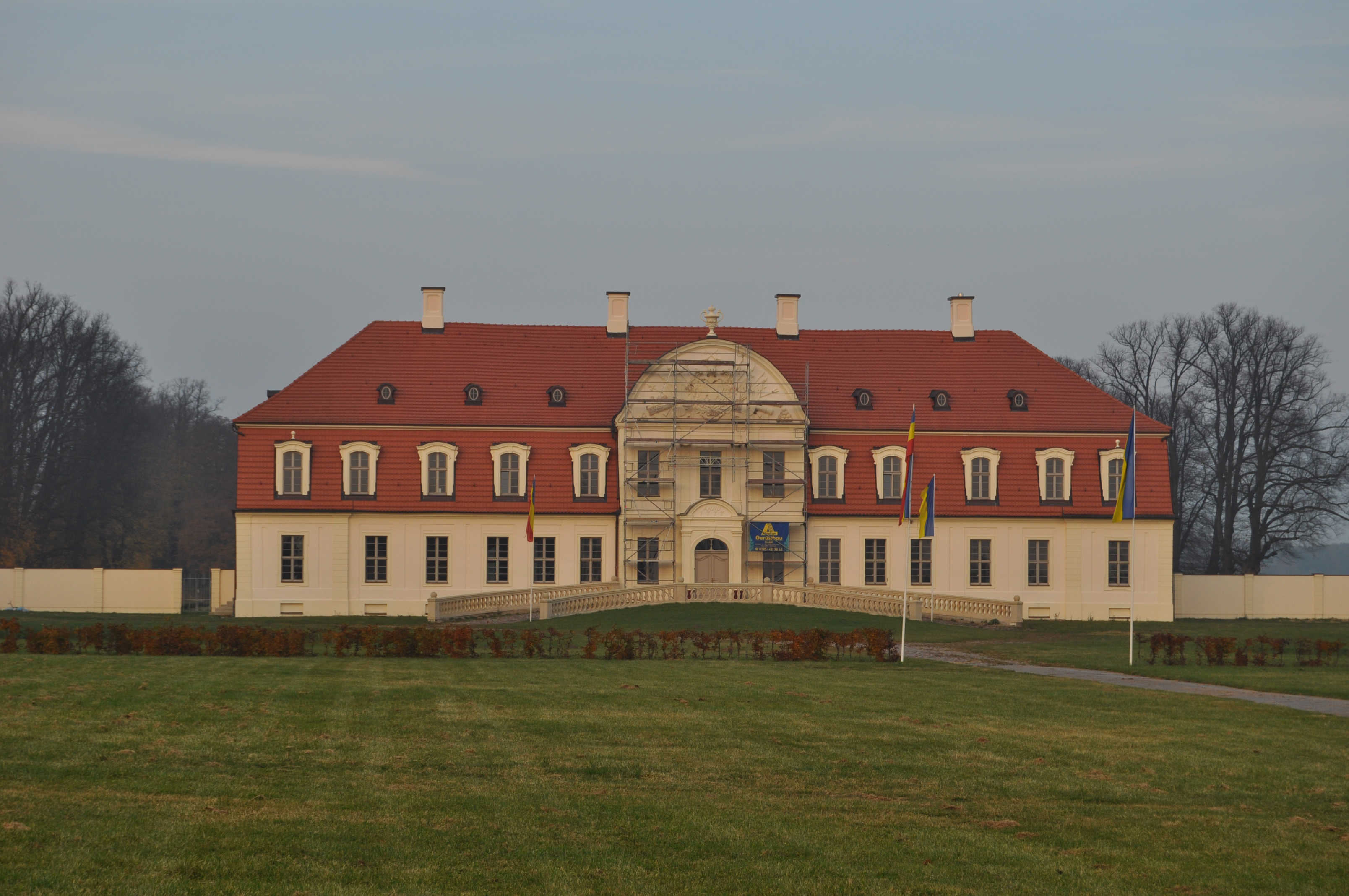
Schloss Gützkow
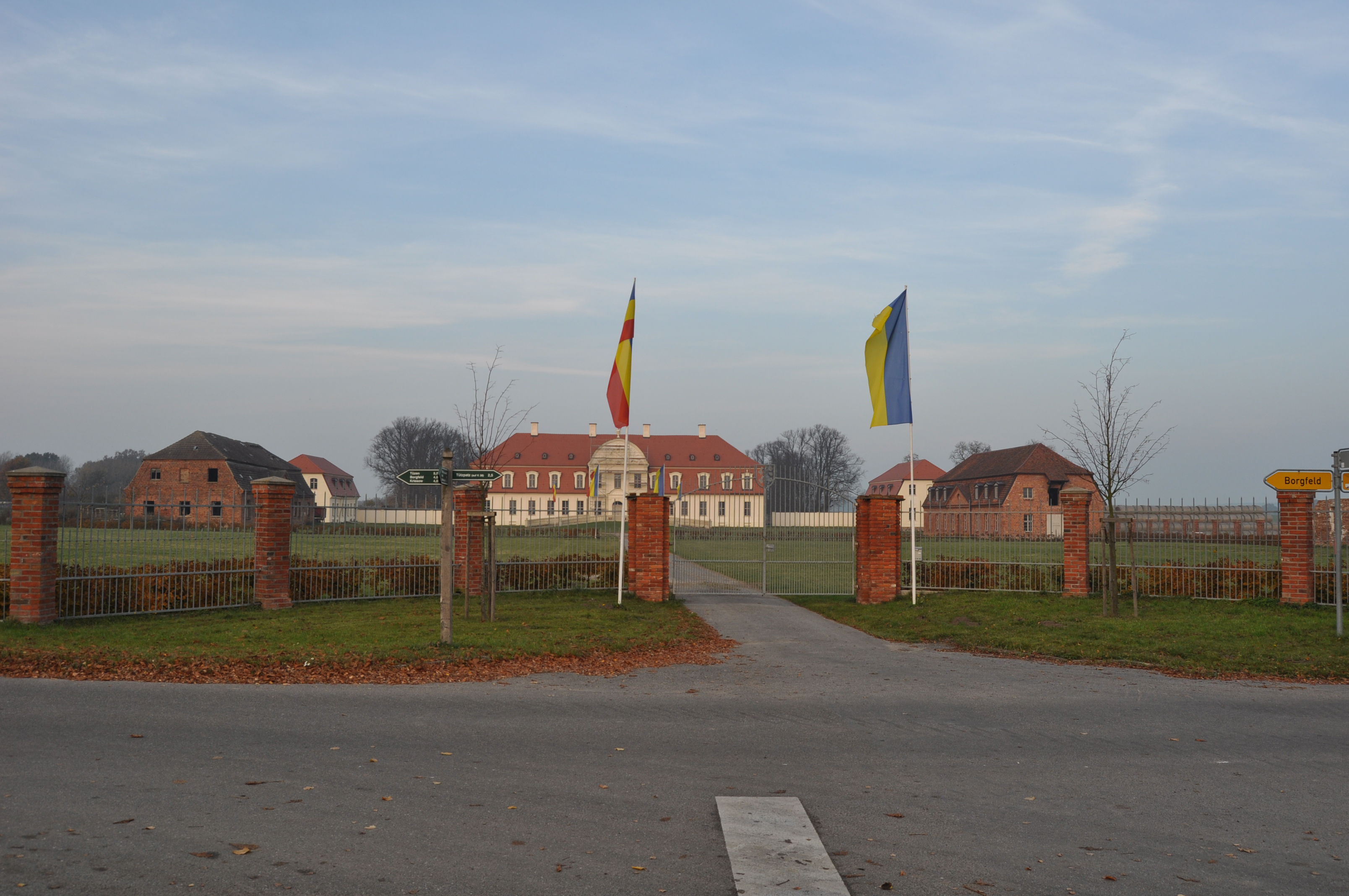
Gutsanlage Gützkow
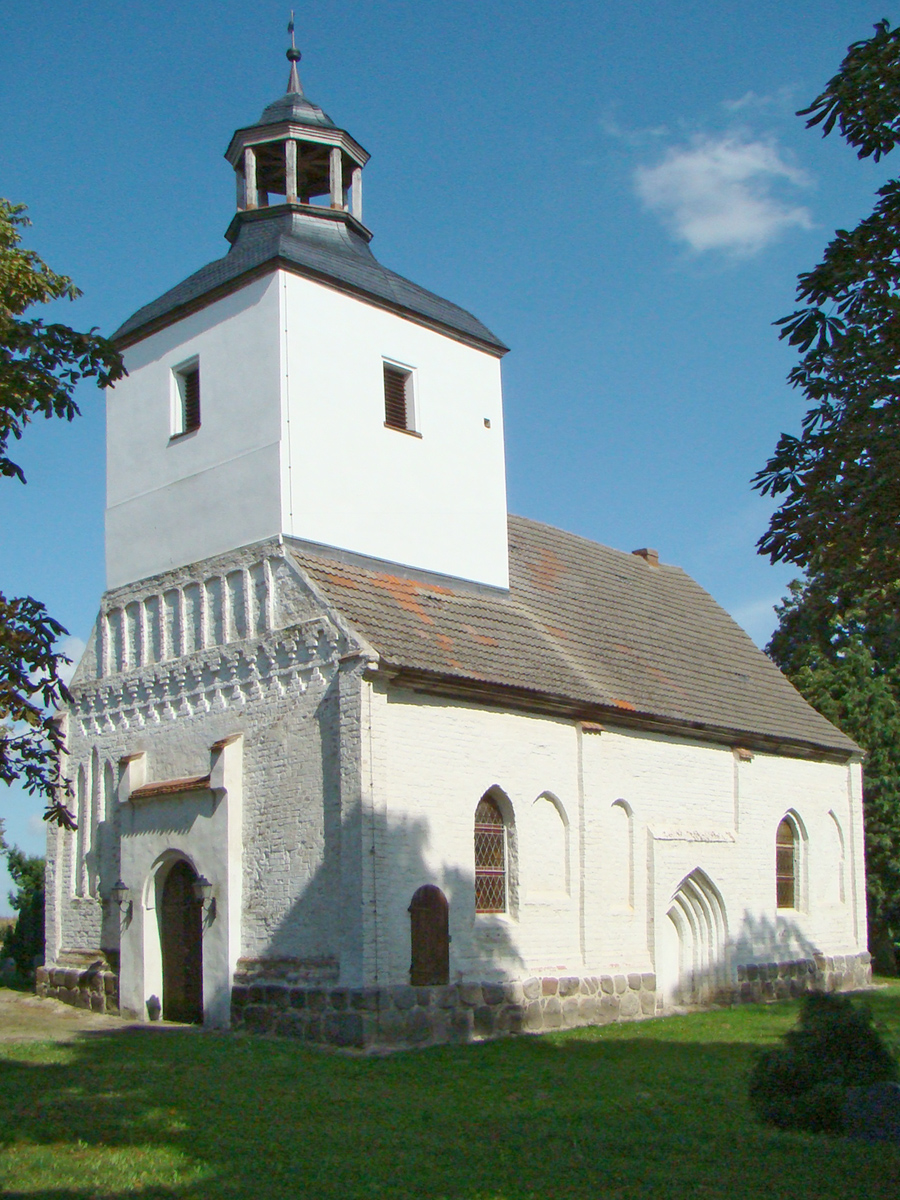
Evangelische Dorfkirche Röckwitz
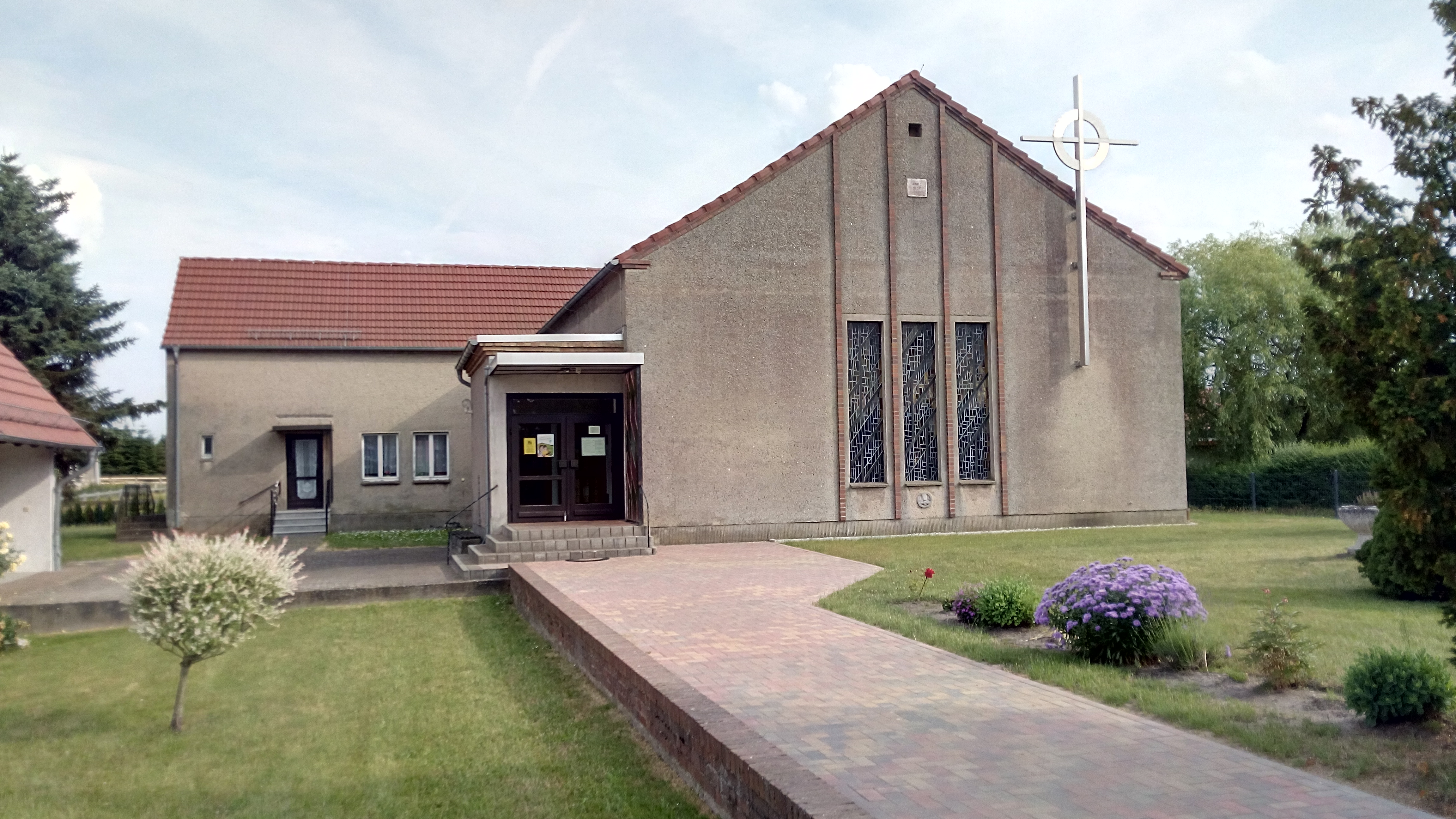
Katholische Kirche Röckwitz

## Persönlichkeiten
- Otto Piper (1841–1921), Jurist und Burgenforscher